# Нітратна кислота
Азотна кислота, нітратна кислота (HNO3; заст. укр. сирва́сер) — сильна одноосновна кислота. Висококорозійна кислота, реагує з більшістю металів, сильний окисник. Має тенденцію набувати жовтого відтінку через накопичення оксидів азоту, при довгому зберіганні. Зазвичай азотна кислота має концентрацію 68 %, оскільки саме таким є склад її азеотропної суміші з водою (tо
кип = 120,7 °C). Якщо ж концентрація перевищує 86 %, то вона називається димною кислотою. В залежності від кольору «диму» концентрована кислота поділяється на білу та червону в концентрації, більшій за 95 %.

## Історія
Р. Дж. Глаубер отримав в середині 17-го сторіччя чисту нітратну кислоту перегонкою селітри з сірчаною кислотою, зараз цей процес застосовується при лабораторному отриманні кислоти. Якісний склад кислоти вперше визначив А. Лавуазьє в 18 сторіччі, який знайшов, що речовина має у своєму складі азот та кисень. Кількісний склад був визначений Генрі Кавендішем.
Промислове виробництво почалося лише на початку 19 століття, коли сірчана кислота та нітрат натрію стали доступними в великих кількостях. Сучасний спосіб добування кислоти, каталітичне окиснення аміаку на платині, було відкрито Ч. Ф. Кульманом (1838). До винаходу синтетичного аміаку, названого на честь його першовідкривачів «Аміак Габер і Бош», такий спосіб отримання залишався дуже дорогим у порівнянні з добуванням із натрієвої селітри. На початку 20-го століття Вільгельм Оствальд започаткував виробництво азотної кислоти з аміаку у промислових масштабах. Дешевий спосіб окиснення аміаку в даний час замінив всі інші промислові способи добування нітратної кислоти.

## Промислове виробництво
Азотну кислоту отримують шляхом реакції діоксиду азоту (NO2) з водою.
{\displaystyle {\ce {3NO_2 + H_2O -> 2HNO_3 + NO}}}
Як правило, монооксид азоту, який утворюється в результаті реакції, знову окиснюється киснем повітря та може бути використаний для отримання додаткового діоксиду азоту.
Майже чиста азотна кислота може бути отримана шляхом реакції сірчаної кислоти з натрієвою селітрою.
{\displaystyle {\ce {2NaNO_3 + H_2SO_4 -> 2 HNO_3 + Na_2_SO_4}}}
Промислова нітратна кислота містить як правило 52−68 % азотної кислоти. У сучасній хімічній промисловості нітратну кислоту добувають шляхом каталітичного окиснення аміаку до монооксиду азоту з наступним окисненням NO киснем [повітря] при 700−900 °C до діоксиду (гемітетраоксиду) азоту і поглинанням останнього водою. Каталізатор — платинова сітка.
Хімічні процеси, що відбуваються при виробництві нітратної кислоти, можна представити рядом реакцій: Суміш аміаку з повітрям у певному співвідношенні спалюють у спеціальному приладі на платиновій сітці, яка служить каталізатором (без каталізатора аміак окиснюється до вільного азоту):
{\displaystyle {\ce {4NH_3 + 5O_2 -> 4NO + 6H_2O}}}
Одержуваний монооксид азоту охолоджують і окиснюють киснем повітря до діоксиду (гемітетраоксиду) азоту:
{\displaystyle {\ce {2NO + O_2 -> 2NO_2}}}
Суміш діоксиду і гемітетраоксиду поглинають водою і одержують розчин суміші нітратної і нітритної кислот:
{\displaystyle {\ce {N_2O_4 + H_2O -> HNO_3 + HNO_2}}}
Нітритна кислота нестійка, особливо при деякому нагріванні, і легко розкладається на монооксид і діоксид азоту і воду:
{\displaystyle {\ce {2HNO_2 -> NO + NO_2 + H_2O}}}
Процес поглинання оксидів азоту водою проводять при надлишку кисню. Тому утворюваний за останньою реакцією монооксид азоту відразу перетворюється в діоксид азоту і знову вступає в процес утворення нітратної кислоти. В результаті утворюється лише нітратна кислота.

## Фізичні властивості
Нітратна кислота є безбарвною димучою рідиною з їдким запахом, легко розкладається, забарвлюючись у жовтий колір. Густина 1,53 г/см³. Кипить при 86 °С, замерзає при -41°С. На повітрі HNO3 «димить» внаслідок притягання її парами вологого повітря і утворення дрібненьких крапельок туману.
Нітратна кислота нестійка і вже під впливом сонячного світла поступово розкладається:
{\displaystyle {\ce {4HNO_3 -> 4NO_2 + O_2 + 2H_2O}}}
При нагріванні розкладання її значно прискорюється. Утворюваний діоксид азоту розчиняється в HNO3 і надає їй жовтуватого кольору. У водних розчинах нітратна кислота значно стійкіша. З водою HNO3 змішується в будь-яких співвідношеннях.
Нітратна кислота належить до сильних кислот, у водних розчинах вона практично повністю дисоціює:
{\displaystyle {\ce {HNO_3 <-> H^+ + NO_3^-}}}
У продаж нітратна кислота звичайно поступає у вигляді 68%-ного розчину з густиною 1,4 г/см³.

## Хімічні властивості
Нітратна кислота — дуже сильний окисник. В концентрованому вигляді окиснює сірку (до H2SO4), фосфор (до H3PO4), руйнує органічні речовини. Глибина відновлення HNO3 залежить від її концентрації і активності відновника. Концентрована HNO3 відновлюється до NO2, а розведена — зазвичай до NO. Нітратна кислота взаємодіє майже з усіма металами, за винятком золота, платини і деяких інших, утворюючи солі — нітрати. Так, при дії концентрованої нітратної кислоти на мідь утворюється нітрат міді, діоксид азоту і вода:
{\displaystyle {\ce {Cu + 4HNO_3 -> Cu(NO_3)_2 + 2NO_2 + 2H_2O}}}
При дії ж розведеної нітратної кислоти на мідь утворюється нітрат міді, монооксид азоту (а не діоксид, як при дії концентрованої HNO3) і вода:
{\displaystyle {\ce {3Cu + 8HNO_3 -> 3Cu(NO_3)_2 + 2NO + 4H_2O}}}
Дуже активна щодо олова. Здатна взаємодіяти з ним в розбавленому стані і навіть охолодженою. Продукти цієї реакції нітрат амонію, нітрат олова та вода:
{\displaystyle {\ce {4Sn + 10HNO_3 -> 4Sn(NO_3)_2 + NH_4NO_3 + 3H_2O}}}
При взаємодії нітратної кислоти з металами водень не виділяється, як, наприклад, при взаємодії з металами хлоридної і розведеної сульфатної кислот. Водень не виділяється з HNO3 навіть активними металами. Так, при дії розведеної HNO3 на магній вона відновлюється до геміоксиду азоту:
{\displaystyle {\ce {4Mg + 10HNO_3 -> 4Mg(NO_3)_2 + N_2O + 5H_2O}}}
При взаємодії нітратної кислоти з іще активнішими металами вона може відновлюватися навіть до аміаку, з утворенням нітрату амонію.
Розбавлена нітратна кислота легко реагує з алюмінієм і залізом, а концентрована без нагрівання з ними не реагує (пасивує їх). Це пояснюється тим, що під дією концентрованої HNO3 на поверхні цих металів утворюється міцний, нерозчинний в HNO3 шар оксиду, який ізолює метал від кислоти і тим запобігає його руйнуванню. Завдяки цьому концентровану нітратну кислоту можна зберігати і транспортувати в алюмінієвій і залізній тарі. Нітратна кислота реагує з їдкими лугами з утворенням відповідних нітратів:
{\displaystyle {\ce {HNO_3 + NaOH -> NaNO_3 + H_2O}}}
{\displaystyle {\ce {HNO_3 + KOH -> KNO_3 + H_2O}}}
Завдяки цьому можна отримати в чистому вигляді деякі селітри.
Нітратна кислота також легко окиснює не тільки метали, а й неметали. Наприклад, вона легко при нагріванні окиснює сірку і фосфор до сульфатної і фосфатної кислот:
{\displaystyle {\ce {S + 2HNO_3 ->[{t}] H_2SO_4 + 2NO}}}
{\displaystyle {\ce {3P + 5HNO_3 + 2H_2O ->[{t}] 3H_3PO_4 + 5NO}}}
Деякі речовини можуть запалюватись нітратною кислотою і горіти в ній. Так, коли шматочок розжареного вугілля вкинути в концентровану HNO3, він буде горіти у ній яскравим полум'ям, а скипидар спалахує при дотику з нею. Тому концентрована кислота в пожежному відношенні дуже небезпечна.
Азотна кислота, часто в суміші з сульфатною, взаємодіє з багатьма органічними сполуками, утворюючи нітросполуки (реакція нітрування).

## Одержання
У сучасній хімічній промисловості нітратну кислоту добувають шляхом каталітичного окиснення аміаку до монооксиду азоту з наступним окисненням NO киснем повітря (метод І. І. Андрєєва) при 700−900 °C до діоксиду (гемітетраоксиду) азоту і поглинанням останнього водою. Каталізатор — платинова сітка.
Хімічні процеси, що відбуваються при виробництві нітратної кислоти, можна представити рядом реакцій: Суміш аміаку з повітрям у певному співвідношенні спалюють у спеціальному приладі на платиновій сітці, яка служить каталізатором (без каталізатора аміак окиснюється до вільного азоту):
- 4NH3 + 5O2 = 4NO + 6H2O

Одержуваний монооксид азоту охолоджують і окиснюють киснем повітря до діоксиду (гемітетраоксиду) азоту:
- 2NO + O2 = 2NO2 (⇄ N2O4)

Суміш діоксиду і гемітетраоксиду поглинають водою і одержують розчин суміші нітратної і нітритної кислот:
- N2O4 + H2O = HNO3 + HNO2

Нітритна кислота нестійка, особливо при деякому нагріванні, і легко розкладається на монооксид і діоксид азоту і воду:
- 2HNO2 = NO + NO2 + H2O

Процес поглинання оксидів азоту водою проводять при надлишку кисню. Тому утворюваний за останньою реакцією монооксид азоту відразу перетворюється в діоксид азоту і знову вступає в процес утворення нітратної кислоти. В результаті утворюється лише нітратна кислота.
У лабораторних умовах нітратну кислоту можна одержати взаємодією нітратів з концентрованою сульфатною кислотою при легкому нагріванні, наприклад:
- NaNO3 + H2SO4 = HNO3↑ +NaHSO4

## Застосування
Нітратна кислота є одним з найважливіших продуктів хімічної промисловості. Вона виробляється у дуже великих кількостях, використовується для виробництва азотних добрив, у кольоровій металургії для розділення металів, а також хімічній промисловості для виробництва пластмас, вибухових речовин, целулоїду і фотокіноплівки, штучного волокна, органічних барвників, лікувальних речовин тощо.